# Astragalus albens
Astragalus albens é uma espécie de milkvetch conhecida pelos nomes comuns Cushenbury milkvetch e milkvetch branco-prateado.

## Distribuição
É endêmico do condado de San Bernardino, Califórnia, onde é conhecido nas encostas do norte das montanhas de San Bernardino, perto do assentamento de Cushenbury. A maioria das plantas está localizada na floresta e arbustos das encostas entre Big Bear nas montanhas e o Vale de Lucerne no deserto de Mojave, no sopé da cordilheira.
Ela cresce em habitat rico em rocha carbonática. É uma espécie ameaçada listada pelo governo federal que é conhecida de 30 a 50 populações. Há um total de cerca de 7.000 plantas, menos em anos de seca.

## Descrição
Astragalus albens é uma erva anual ou perene que produz um tapete prostrado de hastes delicadas revestidas densamente em cabelos prateados. As folhas geralmente têm alguns centímetros de comprimento e são compostas por vários folíolos ovais verde-acinzentados com menos de um centímetro de comprimento cada. A inflorescência surge na vertical do trecho baixo da folhagem e carrega até 14 flores em forma de ervilha. Cada flor tem veias escuras de luz a roxo profundo com uma mancha branca ou rosa claro na garganta.
O fruto é uma vagem leguminosa com um a dois centímetros de comprimento. É aproximadamente peludo e em forma de meia-lua, secando em uma textura espessa de papel.

## Conservação
A principal ameaça a esta espécie é a mineração de calcário, uma grande indústria nesta parte das montanhas de San Bernardino. Essa forma de mineração altera o habitat local removendo fisicamente a vida vegetal para pedreiras, construção de estradas e despejo de cargas. Produz também grandes alterações na hidrologia da zona e liberta para o ar grandes quantidades de pó carbonático que se combina com a água e forma uma camada muito fina do que é essencialmente cimento sobre o habitat. A maioria das populações desta planta está localizada em locais de mineração ativa ou locais que serão alvo de mineração no futuro.
A maioria desses locais faz parte da Floresta Nacional de San Bernardino, e há planos de reservar pedaços de habitat para esta e outras endemias. Outras ameaças à espécie incluem o uso de veículos todo-o-terreno e o desenvolvimento urbano.